# Asheville City Soccer Club
Asheville City SC é um time americano de futebol com sede em Asheville, Carolina do Norte . Fundada em 2016, a equipe masculina joga na USL League Two, enquanto a equipe feminina foi fundada em 2017 e joga na Women's Premier Soccer League. As cores da equipe são azul e branco.

## História
Asheville City SC foi anunciado como uma franquia de expansão da National Premier Soccer League em 14 de novembro de 2016. No dia do anúncio, o grupo de propriedade foi anunciado, todos os membros do grupo de proprietários são nativos do oeste da Carolina do Norte.
No mesmo dia do anúncio, o City SC anunciou que Gary Hamel seria o treinador principal do clube. Hamel serviu como treinador principal do programa de futebol masculino da Universidade Mars Hill . Hamel também atuou como assistente técnico do programa de futebol masculino do Oregon State Beavers.
O Asheville City SC também anunciou, na data de fundação, que o clube jogaria suas partidas como mandante no Memorial Stadium, no centro de Asheville.
Em 5 de dezembro de 2016, o clube anunciou que competiria na divisão Leste da Conferência Sudeste. Em 6 de maio de 2017, Asheville City venceu sua primeira partida no jogo NPSL. 
Em 16 de outubro de 2019, o clube anunciou que se juntaria à USL League Two . 

## Símbolos
AO escudo foi projetada com quatro elementos em mente para representar a cidade de Asheville, Carolina do Norte . As cores foram uma "névoa azul" e branco. A cor azul nebulosa representa o azul nebuloso visto nas próximas Smoky Mountains, enquanto a cor branca é a cor de todas as cores, aludindo ao espírito de inclusão de Asheville. A silhueta no brasão é da Prefeitura de Asheville, que serve como uma homenagem à localização do clube no centro. O monograma "AC" da logomarca é uma referência à tradição esportiva do futebol em emblemas do século passado. O "AC" significa 'Asheville City' e também é usado para reconhecer o amor da cidade pelo jogo. 

## Estádio
Asheville City joga no Memorial Stadium no centro de Asheville.

## Rivalidades
Asheville City compete com o Chattanooga FC pelo "Blue Ridge Derby". Asheville City também compete no "Carolina Clasico" com o Greenville FC.